# Mazda MPV
La Mazda MPV è una monovolume di grandi dimensioni del produttore giapponese Mazda dal 1988 al 2016, la prima generazione è stata rinnovata nel 1996 ed è stata sostituita nel 1999 da una seconda generazione che aveva porte posteriori scorrevoli invece delle porte a battente della prima generazione. 
La terza generazione prodotta dal 2006 al 2016 non è stata importata in Europa dove il suo posto nella gamma era preso dalla Mazda 5.